# アーネムランド
アーネムランド (Arnhem Land) は、オーストラリア・ノーザンテリトリー北部の地域名。アーネムランド半島とも呼ぶ。西洋人にとっては1623年にオランダ船アーネムが発見したことから名付けられた。
ダーウィンの町からカーペンタリア湾にかけての地域を指すが、行政的にアボリジニの居住区でもあるアーネムランド地方を指す場合はカカドゥ国立公園より東となる。北東部にはアーネム岬があり、その近隣のゴーブではボーキサイトが産出される。気候は熱帯のサバナ気候であり、雨季と乾季がある。乾季の気温は摂氏15度と過ごしやすいが、雨季には33度まで気温が上昇する。

## 歴史
アーネムランドは何万年もの間、先住民が住んでおり、古いことで知られる石の斧があり、これは学者に35,500年前のものと信じられている。ゴヴェ半島は、第二次世界大戦中にオーストラリアを守る重要な場所となっていた。